# Sovana
Sovana è una frazione del comune italiano di Sorano, nella provincia di Grosseto, in Toscana.
È conosciuta come importante centro etrusco, borgo medievale e rinascimentale, nonché sede episcopale.

## Geografia fisica
Il centro sorge nel Pianetto di Sovana, piccolo fondovalle che si sviluppa tra le colline dell'Albegna e del Fiora, a quote comprese tra i 200 e i 300 metri s.l.m., nel cuore dell'area del tufo sulla riva sinistra del fiume Fiora. Il territorio è interessato dalla presenza di numerosi corsi d'acqua a regime torrentizio (Calesine, Folonia, Picciolana, Valle Bona), che vanno poi a confluire nel Fiora poco a sud-ovest dell'abitato.
Sovana dista circa 75 km da Grosseto e poco meno di 9 km dal capoluogo comunale.

## Storia
Sovana era un centro etrusco, che dalla conquista di Vulci in poi (280 a.C.) subì un graduale processo di romanizzazione, culminato con la creazione del municipio con la concessione della cittadinanza romana agli italici.
Nel V secolo è già documentata come sede vescovile. L'attuale centro storico si sviluppò nel corso del Medioevo nelle vicinanze della preesistente necropoli etrusca, sotto il controllo della famiglia Aldobrandeschi, che vi fece edificare un castello intorno all'anno mille. In epoca medievale divenne anche libero comune e diede i natali a Ildebrando di Sovana, divenuto in seguito papa Gregorio VII; fu anche capitale dell'omonima contea. Alla fine del XIII secolo venne ereditata dagli Orsini seguendo il medesimo destino di Sorano e Pitigliano fino al XV secolo, epoca in cui il centro venne conquistato dai senesi. A metà del XVI secolo la definitiva caduta della Repubblica di Siena portò Sovana nelle mani dei Medici, che la inglobarono nel Granducato di Toscana. I Medici cercarono di ripopolare il borgo, in stato di forte degrado dopo le epidemie di peste, con coloni provenienti dalla Grecia: il tentativo fu inutile, nel 1702 sono censite a Sovana solo ventiquattro persone. Anche sotto i Lorena, nonostante i tentativi, la situazione non migliorò. Spopolata e abbandonata, ha ritrovato nuova vita nel corso del XX secolo, grazie al ricco patrimonio archeologico che la rende una frequentata meta turistica.
Il borgo è inserito nella lista dei borghi più belli d'Italia patrocinata dall'Associazione Nazionale Comuni Italiani.

## Monumenti e luoghi d'interesse

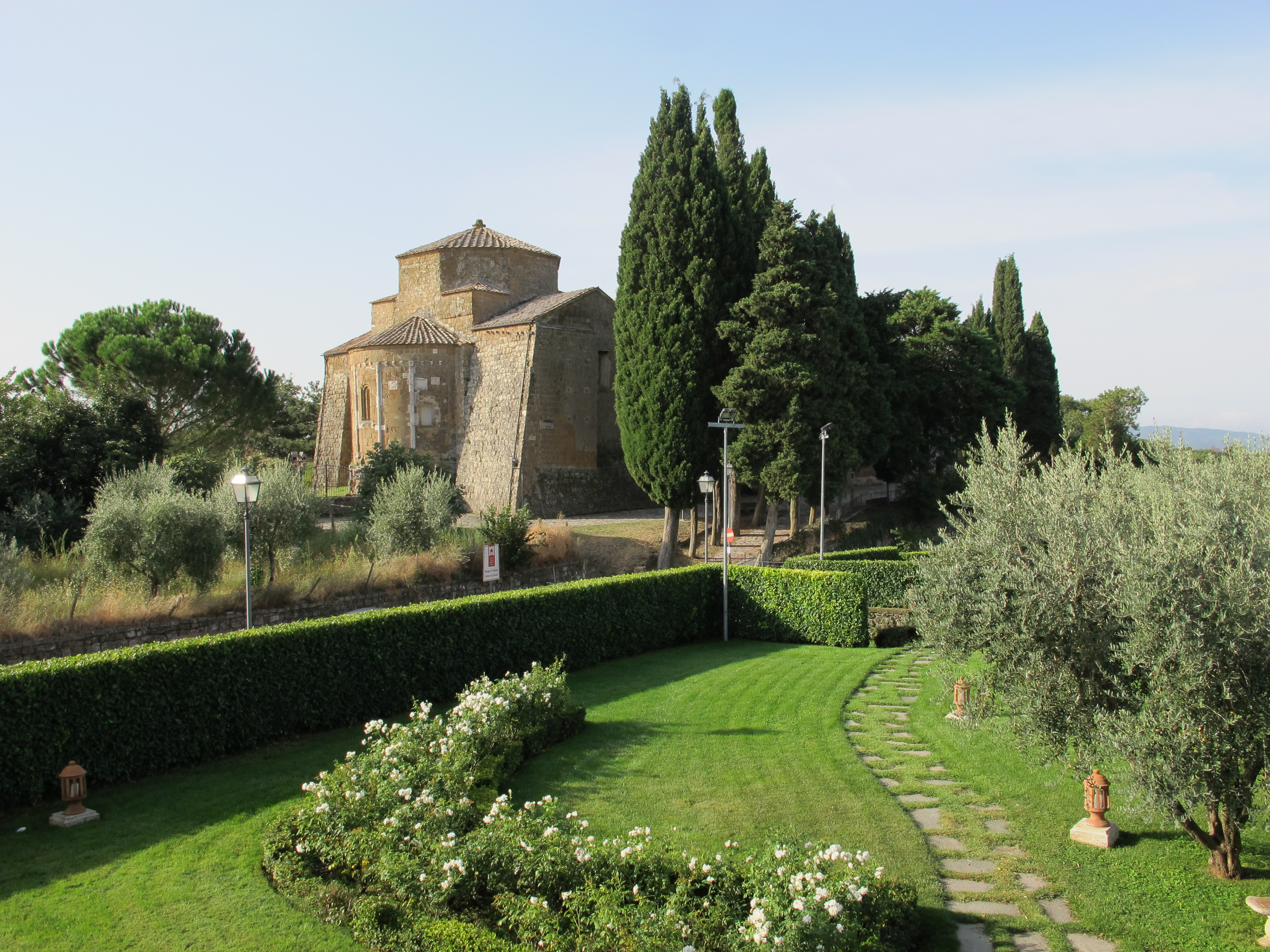
Esterno della Cattedrale

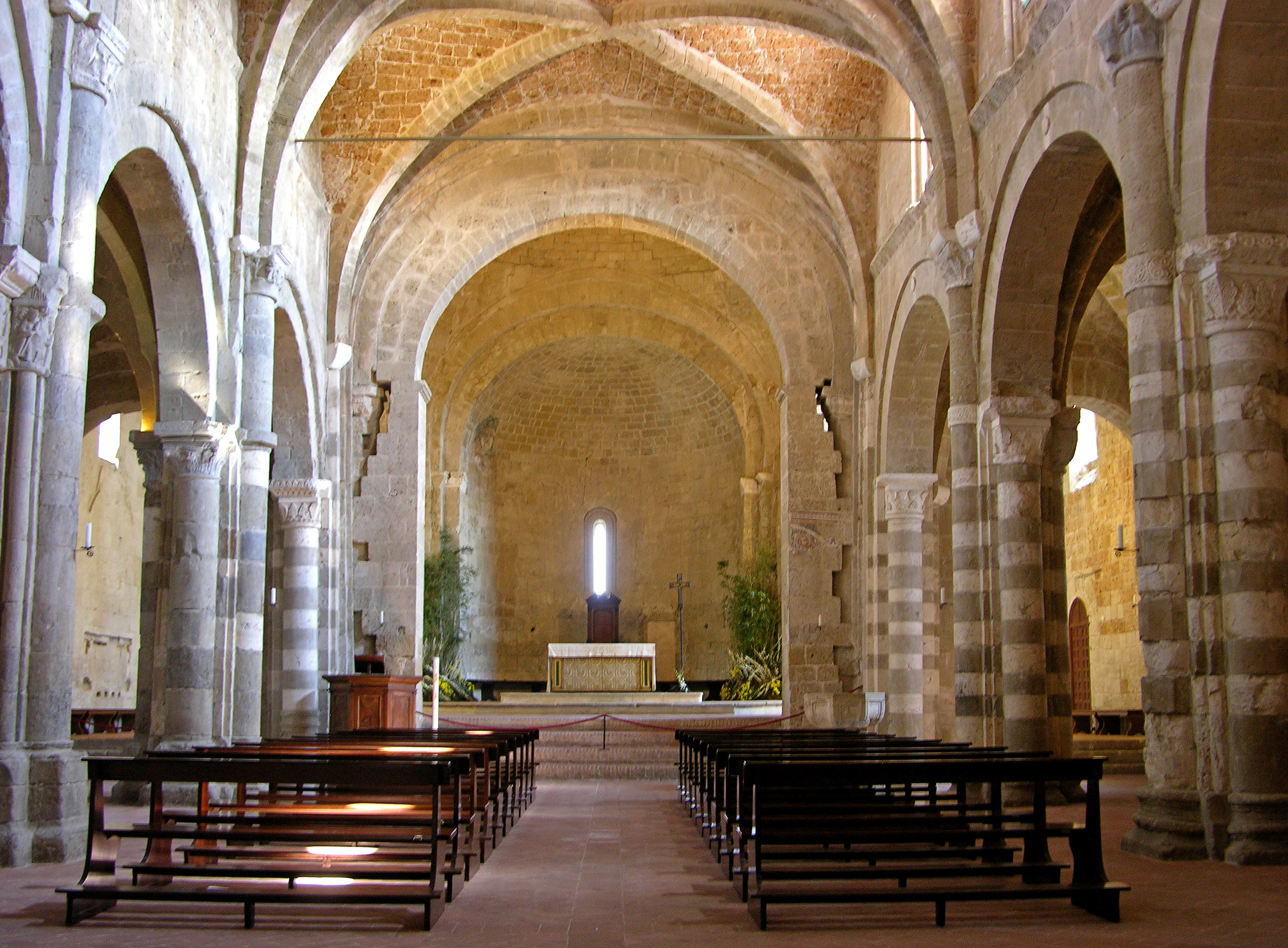
Le tre navate della cattedrale

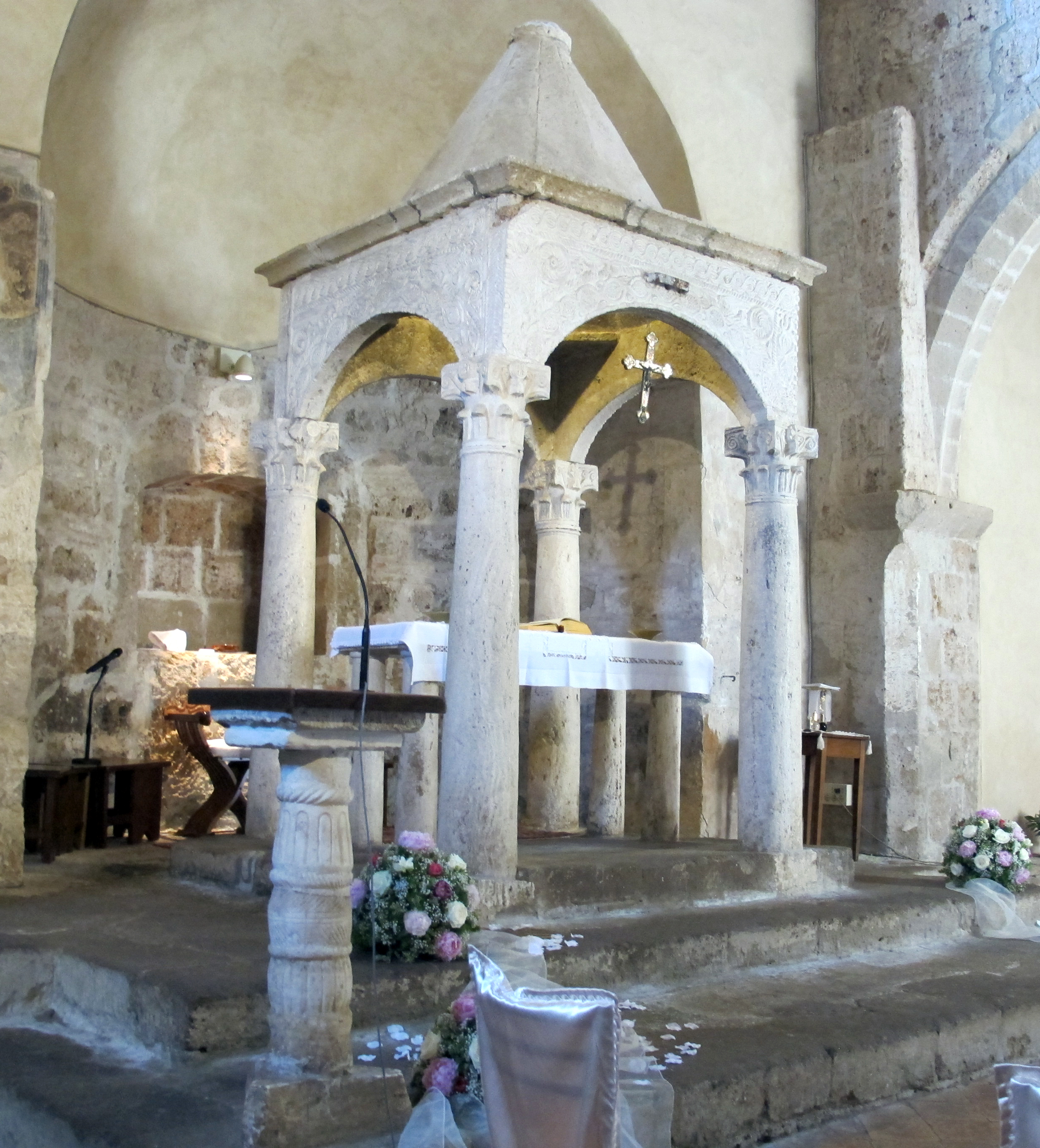
Chiesa di Santa Maria Maggiore, il ciborio

### Architetture religiose
- Concattedrale di San Pietro, risalente al secolo X, è stata fatta costruire da Gregorio VII su un preesistente edificio del VI secolo e la struttura è rimasta pressoché invariata – fatta eccezione per il rifacimento della facciata nel XIV secolo e alcuni lavori di ristrutturazione in epoche successive che tuttavia non hanno compromesso le caratteristiche originarie – fino ai giorni nostri. Nel 1999 sono stati effettuati alcuni lavori di restauro, che hanno permesso di rendere nuovamente accessibile la cripta che ospita le spoglie di san Mamiliano. All'interno sono da segnalare le decorazioni plastiche dei capitelli, con la raffigurazione di scene bibliche, oltre che opere pittoriche di grande interesse: una Madonna in gloria con san Benedetto e san Giovanni Gualberto (XVI secolo); una Crocifissione di san Pietro (1671) di Domenico Manenti; un dipinto devozionale raffigurante santa Maria Egiziaca (1481) di Tommaso di Tomè di Onofrio; un frammento di affresco di san Francesco (XV secolo) di Carlo di Giovanni; un fonte battesimale in travertino datato 1494; una tela del Sacro Cuore di Gesù di Maria Pascucci.[3]
- Chiesa di Santa Maria Maggiore, situata in piazza del Pretorio, pare risalire al XII secolo. Saccheggiata dai senesi nel 1410 e dai pitiglianesi nel 1434, fu consistentemente modificata nel XVI secolo, quando venne costruito l'adiacente Palazzo dell'Archivio. Fino al XVII era inoltre presente un campanile addossato alla chiesa, poi sostituito con quello a vela che vediamo ancora oggi. All'interno sono custodite opere di notevole interesse: due affreschi della Crocifissione tra i santi Antonio e Lorenzo e san Sebastiano e san Rocco (1527) e della Madonna col Bambino in trono tra le sante Barbara e Lucia e san Sebastiano e san Mamiliano (1508); un dipinto con i quattro evangelisti e l'Eterno benedicente (XVI secolo); una frammentaria Madonna col Bambino e i santi Raffaele e Tobiolo, Mamiliano, Antonio da Padova e Lucia (XVI secolo); una Crocifissione tra sant'Antonio abate e papa Gregorio VII (XV secolo); un interessantissimo ciborio con quattro colonne rastremate e baldacchino decorato del IX secolo.
- Chiesa di San Mamiliano, situata in piazza del Pretorio, è forse la chiesa più antica di Sovana (risalente nella fondazione almeno al sec. VII) secolo e ha ospitato dal 1460 al 1776 le spoglie di san Mamiliano. Da tempo ridotta a un rudere, nel 1986 vennero realizzati alcuni lavori di consolidamento delle murature perimetrali e a partire dal 2004 sono stati intrapresi una serie di operazioni di restauro, completate nel 2012 con l'inaugurazione del museo di San Mamiliano.
- Oratorio rupestre di Sovana, risalente al periodo alto-medievale, è situato nei pressi dell'area archeologica a sud del centro di Sovana, lungo la strada che porta a San Martino sul Fiora. Si presenta sotto forma di ruderi.
- Cappella di San Sebastiano, situata a sud-ovest del centro storico, è di origini incerte – medioevo o primi del XVII secolo – ed è posta all'interno del parco archeologico Città del Tufo.

### Architetture civili

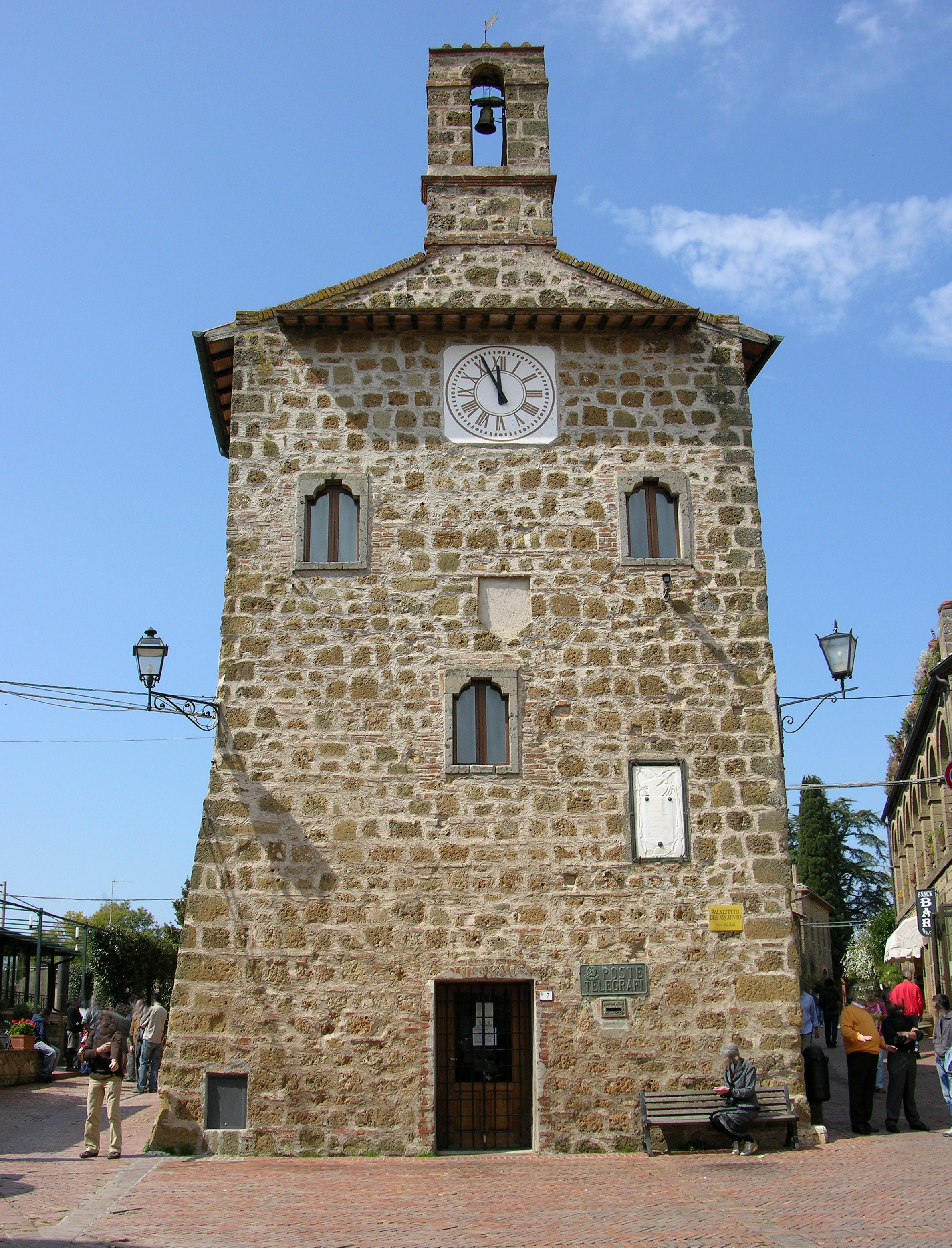
Palazzetto dell'Archivio

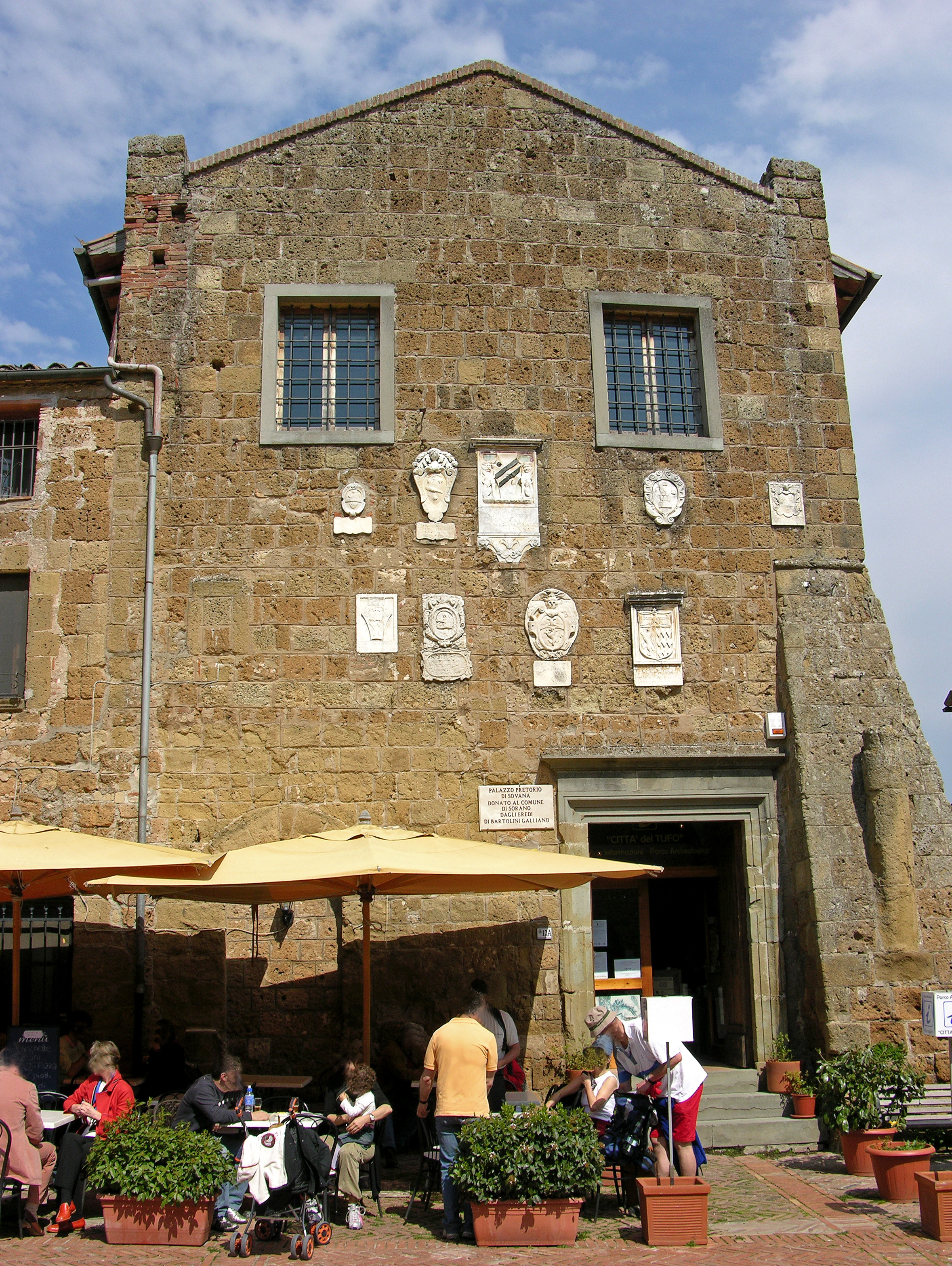
Palazzo Pretorio

- Palazzo dell'Archivio, nella centrale piazza del Pretorio, risale al XII secolo e fu abitazione del giusdicente dopo il 1411. Nel 1676 è già attestato come sede dell'archivio della comunità. Sulla facciata è posto un orologio.
- Palazzo Pretorio, con la loggia del Capitano, si trova in piazza del Pretorio, e pare risalire al XII secolo: è attestato nel 1208 come luogo in cui Aldobrandino VIII stipulò il proprio testamento. Il palazzo fu successivamente restaurato dai senesi dopo il 1413, mentre nel 1676 è ricordato come dotato di carceri. Oggi ospita un'esposizione del polo museale di Sovana.
- Palazzo Bourbon del Monte, situato in piazza del Pretorio, è stato costruito nel 1558 per volere di Cosimo I. Fu la residenza della famiglia Bourbon del Monte, feudataria del comunello di San Martino sul Fiora. Caduto in rovina nel corso del XIX secolo, negli anni sessanta del secolo successivo il palazzo fu acquistato dal professor Luciano Ventura, il quale cominciò un'opera di restauro conservativo iniziata nel 1968 e terminata quindici anni dopo.
- Palazzo Vescovile, posto nelle adiacenze del duomo, è attestato al VII secolo, ma verso la fine del XIV ha subito una serie di ristrutturazioni che hanno modificato l'aspetto originario. È stato successivamente modificato tra il 1439 e il 1446 e fu la residenza vescovile della diocesi fino al 1777, quando la sede fu trasferita a Pitigliano.
- Casa natale di papa Gregorio VII, situata a Sovana lungo via di Mezzo, è un semplice edificio di origini medievali, con strutture murarie interamente rivestite in conci di tufo. Al suo interno era ospitato il museo di malacologia terrestre.

### Architetture militari

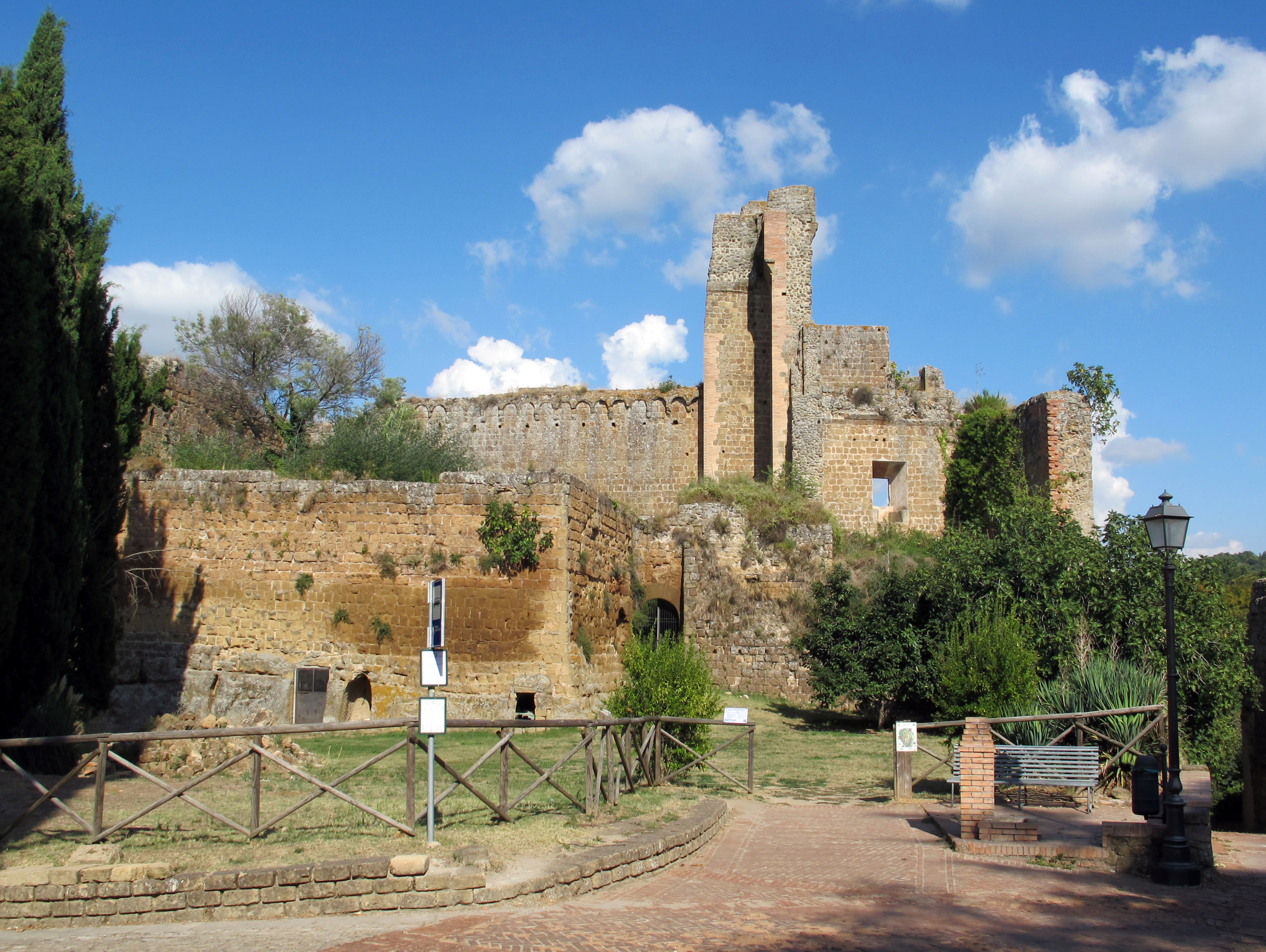
La rocca aldobrandesca

- Mura di Sovana: le mura di Sovana sono da ricondurre a tre diversi periodi storici. I primi a realizzare una cinta muraria a difesa del borgo furono gli etruschi, a partire dal VII secolo a.C.; dopodiché, tra l'XI e il XII secolo, furono costruite le mura medievali, opere degli Aldobrandeschi, in conci di tufo; infine, nel corso del XV e del XVI secolo, vennero innalzate le mura rinascimentali, opera dei senesi e successivamente ristrutturate dai Medici. L'aspetto attuale mantiene parte delle mura rinascimentali, ma sono visibili alcuni resti delle cinte precedenti.
- Rocca aldobrandesca, sorta su preesistenti strutture di epoca etrusca attorno all'anno mille come sede e simbolo del potere della famiglia Aldobrandeschi, rimase abbandonata verso la fine del XIII secolo, per poi essere restaurata nel corso del XV secolo dai senesi. Con l'annessione al granducato di Toscana nel XVI secolo, Cosimo I de' Medici fece eseguire alcuni lavori di ristrutturazione che, tuttavia, non impedirono il successivo abbandono e il conseguente degrado della struttura. Oggi sono ben visibili i monumentali ruderi della fortezza.

### Siti archeologici
- Area archeologica di Sovana, situata a ovest dell'abitato, lungo la strada che conduce a San Martino sul Fiora, l'area archeologica è raggiunta dalle spettacolari Vie Cave che la collegano alle altre necropoli della zona, nel suggestivo scenario del Parco archeologico Città del Tufo. Sovana, oltre ad aver fornito testimonianze eneolitiche, si sviluppò principalmente in epoca etrusca; le tombe monumentali presenti nella zona sono un centinaio. Notevoli esempi sono la tomba della Sirena, la tomba del Tifone, la tomba Pola e, soprattutto, la monumentale tomba Ildebranda sul Poggio Felceto.[4]

## Società

### Evoluzione demografica
Quella che segue è l'evoluzione demografica della frazione di Sovana. Sono indicati gli abitanti dell'intera frazione e dove è possibile la cifra riferita al solo capoluogo di frazione. Dal 1991 sono contati da Istat solamente gli abitanti del centro abitato, non della frazione.
| Anno | Abitanti | Abitanti       |
| Anno | Frazione | Centro abitato |
| ---- | -------- | -------------- |
| 1745 | 252      | -              |
| 1833 | 64       | -              |
| 1845 | 100      | -              |
| 1921 | 664      | -              |
| 1931 | 663      | -              |
| 1961 | 632      | 207            |
| 1981 | 459      | 188            |
| 2001 | -        | 138            |
| 2011 | -        | 122            |

## Cultura
Sovana è un interessante centro di cultura in quanto sede di musei e percorsi archeologici nelle vicine aree etrusche. Presso il centro storico è situato il Polo museale di Sovana, allestito all'interno della chiesa di San Mamiliano, con l'esposizione del cosiddetto "tesoretto di Sovana", e all'interno del Palazzo Pretorio, con l'info-point.
Il borgo è anche una delle sedi del Parco archeologico Città del Tufo, che comprende all'interno l'antica necropoli, divisa principalmente in due settori: il primo comprende la via cava del Cavone, Poggio Felceto, Poggio Prisca e Poggio Stanziale, a nord del fosso Calesine e lungo il torrente Picciolana; il secondo comprende la via cava di San Sebastiano, la necropoli di Sopraripa e la monumentale tomba della Sirena, a sud del fosso Calesine e lungo il torrente Folonia.

## Geografia antropica
Il territorio della frazione è composto da un centro abitato principale, il paese di Sovana (291 m s.l.m., 122 abitanti), e da varie località minori che vertono su di esso: soprattutto case sparse e il piccolo nucleo abitato di Grotte Cavalieri (368 m s.l.m., 21 ab.), situato in una piana oltre il fosso Calesine.

## Infrastrutture e trasporti
La frazione è facilmente collegata agli altri centri della Maremma grazie alla suggestiva strada provinciale 22 Sovana, che la collega a est con Sorano e a ovest con Catabbio.